# 中国工农红军第六军
中国工农红军第六军，简称红六军，有三个不同部队使用此番号
。

## 鄂西红六军
1930年2月，鄂西红军中央独立师改编为红六军，军长孙德清（后旷继勋代）、政治委员周逸群、副军长段德昌、参谋长许光达。下辖第一纵队：司令员段德昌（兼任）、政治委员王鹤；第二纵队：司令员段玉林。5月，两纵队扩编为红十六、十七师，第十六师师长王一鸣、政治委员王鹤；第十七师师长许光达、政治委员李剑如。7月4日，红六军与红二军在湖北公安县会师，合编成红二军团。红二军团内红六军的编制序列和领导人如下：
邝继勋任军长，下辖第十六、十七师。第十六师（红六军第一纵队改编），王一鸣任师长，王鹤任政治委员；师辖第四十六团，团长李骑；第四十七团，团长贾鸣钟，政治委员邱鸿禧；第四十八团，团长桂伦，政治委员谭抗。第十七师（红六军第二纵队改编），段德昌任师长，许光达任政治委员；师辖第四十九团，团长刘仁载，政治委员戴文斌；第五十团，团长张海清；第五十一团，团长陈华山，政治委员段德福。
1931年6月，红二军团改编为红三军，红六军番号取消。

## 长阳红六军
另外，1929年7月湖北长阳农民武装也自发组成红六军，军长李勋、副军长陈寿山、参谋长李子俊，全军3000余人。但到8月间即在资丘遭伏击，军长李勋等阵亡，红六军至此失败，从成立到失败不到1个月。

## 赣西南红六军
1930年1月，以以东固、延福的地方武装：红军江西独立第二、三、四、五团和湘赣边的永新、莲花、宁冈等县的赤卫队（赣西工农游击第2大队）合编为红六军。围绕红六军的建军，以中央巡视员彭清泉、赣西特委书记刘士奇为一方，江西省委巡视员张怀万为另一方，双方发生过激烈的争执。但彭清泉、刘士奇在彭德怀的支持下，1930年1月18日完成了红六军的建军工作。红五军派出副军长黄公略任红六军军长，派出43名骨干担任该军各级领导职务，另派干部训练大队及人枪各百余充实该军。军政治委员刘士奇。下辖第1、2、3旅，不久改为纵队。第一纵队，纵队长柯武东、政治委员李人林；第二纵队，纵队长罗炳辉、政治委员曾炳春；第三纵队，纵队长徐彦刚、政治委员刘作述。全军共2000余人。
1930年2月7日，红四军前委、红五军军委、红六军军委和赣西特委、赣南特委在吉安陂头召开了联席会议（史称“二七会议”），决定成立以毛泽东为书记的红四、五、六军共同前委，红六军的上级也从赣西特委转为共同前委。红六军主要的武装基础是东固红军领袖李文林领导的江西红军独立第二、四团。二七会议后，原来在红六军任职的一批赣西南干部回地方工作，而红四军抽调了一批干部到红六军，该军政委也由陈毅接任。军政治部主任毛泽覃。因为红四军与江西红军独立第二、四团的历史渊源，加上由红四军和红五军派出的干部占据了红六军的重要岗位，红六军迅速成为朱毛红军的核心组成部分。1930年7月，红六军接中央令改称红三军。
1933年6月划归红一军团建制，7月改为红三军。